# Robert Zimmer
Robert Zimmer (Treviri, 25 ottobre 1953) è uno storico della filosofia tedesco.

## Biografia
Robert Zimmer studiò alle università tedesche di Saarbrücken e Düsseldorf e scrisse la sua tesi di dottorato su Edmund Burke. Dal 1986 al 2013 visse come scrittore e pubblicista freelance a Berlino. Nel 2013 si trasferì a Stoccarda. Il suo libro più popolare finora è  "Das Philosophenportal", una raccolta di 16 saggi su 16 diverse opere classiche di filosofia, che è stata tradotta in più di una dozzina di lingue (non ancora in inglese). Nel 2010 ha pubblicato una biografia di Arthur Schopenhauer. Ha anche tradotto una selezione di saggi del critico e scrittore francese del XIX secolo Charles Augustin Sainte-Beuve.

## Opere principali
- 2011 (con M. Morgenstern) Gespräche mit Hans Albert
- 2010 Arthur Schopenhauer. Ein philosophischer Weltbürger
- 2009 Basis-Bibliothek Philosophie
- 2009 Das große Philosophenportal
- 2005 (ed., con M. Morgenstern) Hans Albert / Karl Popper: Briefwechsel
- 2004 Das Philosophenportal
- 2002 (con Martin Morgenstern) Karl Popper
- 1995 Edmund Burke zur Einführung

| Controllo di autorità | VIAF (EN) 73983132 · ISNI (EN) 0000 0001 2028 5558 · LCCN (EN) n85042598 · GND (DE) 129338982 · BNE (ES) XX5225874 (data) · BNF (FR) cb12937848h (data) · J9U (EN, HE) 987007306498905171 |